# کالدونیا، میسوری
کالدونیا (به انگلیسی: Caledonia) یک روستا (ایالات متحده آمریکا) در ایالات متحده آمریکا است که در شهرستان واشینگتن، میزوری واقع شده‌است.
 کالدونیا ۰٫۴۲ کیلومتر مربع مساحت و ۱۳۰ نفر جمعیت دارد و ۲۸۰٫۱۱ متر بالاتر از سطح دریا واقع شده‌است.